# Колидер
Колидер (порт. Colíder) — муниципалитет в Бразилии, входит в штат Мату-Гросу. Составная часть мезорегиона Север штата Мату-Гроссу. Входит в экономико-статистический микрорегион Колидер. Население составляет 28 416 человек на 2006 год. Занимает площадь 3038,249 км². Плотность населения — 8,8 чел./км².

## История
Город основан в 1979 году.

## Статистика
- Валовой внутренний продукт на 2003 год составляет 172 004 789,00 реалов (данные: Бразильский институт географии и статистики).
- Валовой внутренний продукт на душу населения на 2003 год составляет 6291,32 реал (данные: Бразильский институт географии и статистики).
- Индекс развития человеческого потенциала на 2000 год составляет 0,750 (данные: Программа развития ООН).